# Častoozërskij rajon
Il Častoozërskij rajon (in russo Частоозерский район?) è un rajon dell'Oblast' di Kurgan, nel Bassopiano della Siberia occidentale.